# Viktor Worms
Viktor Worms (* 30. August 1959 in Düsseldorf) ist ein deutscher Journalist und Fernsehmoderator.

## Leben
Nach seinem Abitur am Gymnasium Koblenzer Straße in Düsseldorf absolvierte Worms 1981 ein Volontariat bei Radio Luxemburg. Danach war er als Redakteur und Moderator für den Sender tätig. Bekanntheit erzielte er von 1985 bis 1989 als Moderator der ZDF-Hitparade. Von Oktober 1990 bis September 1991 moderierte er auf Tele 5 die Sendung Stadt, Land, Fluss. Daneben arbeitete er seit 1988 für Antenne Bayern, erst als Moderator, von 1988 bis 1994 als Unterhaltungschef und Leiter hörergerichtetes Marketing, 1994 wurde er Programmdirektor bei Antenne Bayern. Gleichzeitig war er bis 1998 als freier Hörfunkberater (z. B. in Österreich / Moderationstrainer für die BLM, München) tätig.
Vom 1. Dezember 1998 bis zum 31. August 2001 war Worms ZDF-Unterhaltungschef. Dort war er unter anderem für die Produktion von Wetten, dass..? verantwortlich. 2002 war er zehn Monate lang Geschäftsführer von Dolce Media, der TV-Produktionsfirma von Christoph und Thomas Gottschalk, seit 2003 ist er Geschäftsführer der MPS Mediconsulting GmbH, die 2004 in Worms Mediapartner GmbH umbenannt wurde. Von 2002 bis 2008 beriet er die Aktion Mensch. Bis 29. März 2008 produzierte er im Auftrag von Dolce Media mit seiner Firma Wetten, dass..?, vom 15. Juli 2008 bis Ende 2010 war er Redaktionsleiter und Produzent der ZDF-Show Willkommen bei Carmen Nebel. Worms war 2011 für Red Bull Media House als Berater tätig. Außerdem arbeitete er zusammen mit André Heller 2011 an der Show Magnifico.
Bei der Oldie Antenne von Antenne Bayern moderiert Viktor Worms montags bis freitags am Nachmittag.